# أليارتوس
أليارتوس (Αλίαρτος) هي مدينة في فويوتيا في مقاطعة كينتريكي إلادا في اليونان.
يبلغ عدد سكانها حوالي 4091 نسمة.

## المناخ
يظهر الجدول التالي التغييرات المناخية على مدار السنة لأليارتوس:
| البيانات المناخية لـأليارتوس                     | البيانات المناخية لـأليارتوس | البيانات المناخية لـأليارتوس | البيانات المناخية لـأليارتوس | البيانات المناخية لـأليارتوس | البيانات المناخية لـأليارتوس | البيانات المناخية لـأليارتوس | البيانات المناخية لـأليارتوس | البيانات المناخية لـأليارتوس | البيانات المناخية لـأليارتوس | البيانات المناخية لـأليارتوس | البيانات المناخية لـأليارتوس | البيانات المناخية لـأليارتوس | البيانات المناخية لـأليارتوس |
| الشهر                                            | يناير                        | فبراير                       | مارس                         | أبريل                        | مايو                         | يونيو                        | يوليو                        | أغسطس                        | سبتمبر                       | أكتوبر                       | نوفمبر                       | ديسمبر                       | المعدل السنوي                |
| ------------------------------------------------ | ---------------------------- | ---------------------------- | ---------------------------- | ---------------------------- | ---------------------------- | ---------------------------- | ---------------------------- | ---------------------------- | ---------------------------- | ---------------------------- | ---------------------------- | ---------------------------- | ---------------------------- |
| متوسط درجة الحرارة الكبرى °م (°ف)                | 11.5 (52.7)                  | 12.7 (54.9)                  | 15.4 (59.7)                  | 20.2 (68.4)                  | 25.8 (78.4)                  | 30.8 (87.4)                  | 32.2 (90.0)                  | 31.7 (89.1)                  | 28.5 (83.3)                  | 22.3 (72.1)                  | 17.1 (62.8)                  | 12.9 (55.2)                  | 21.8 (71.2)                  |
| المتوسط اليومي °م (°ف)                           | 7.1 (44.8)                   | 8.2 (46.8)                   | 10.6 (51.1)                  | 15.2 (59.4)                  | 20.6 (69.1)                  | 25.7 (78.3)                  | 27.2 (81.0)                  | 26.2 (79.2)                  | 22.6 (72.7)                  | 16.9 (62.4)                  | 12.0 (53.6)                  | 8.6 (47.5)                   | 16.7 (62.2)                  |
| متوسط درجة الحرارة الصغرى °م (°ف)                | 3.2 (37.8)                   | 3.6 (38.5)                   | 4.9 (40.8)                   | 7.9 (46.2)                   | 12.1 (53.8)                  | 15.9 (60.6)                  | 17.8 (64.0)                  | 17.3 (63.1)                  | 14.4 (57.9)                  | 10.9 (51.6)                  | 7.1 (44.8)                   | 4.3 (39.7)                   | 10.0 (49.9)                  |
| الهطول مم (إنش)                                  | 80.5 (3.17)                  | 75.2 (2.96)                  | 62.4 (2.46)                  | 41.8 (1.65)                  | 28.6 (1.13)                  | 14.3 (0.56)                  | 7.0 (0.28)                   | 15.4 (0.61)                  | 16.7 (0.66)                  | 68.3 (2.69)                  | 73.0 (2.87)                  | 99.3 (3.91)                  | 582.5 (22.95)                |
| متوسط أيام هطول الأمطار (≥ 1 mm)                 | 12.4                         | 12.1                         | 11.2                         | 8.3                          | 6.2                          | 3.5                          | 2.2                          | 2.4                          | 3.3                          | 8.4                          | 9.4                          | 12.4                         | 91.8                         |
| المصدر: Hellenic National Meteorological Service |                              |                              |                              |                              |                              |                              |                              |                              |                              |                              |                              |                              |                              |